# Sabina Panzanini
Sabina Panzanini, italijanska alpska smučarka, * 16. februar 1972, Merano, Italija.
Nastopila je na dveh olimpijskih igrah, najboljšo uvrstitev je dosegla leta 1998 z osmim mestom v veleslalomu. Na Svetovnem prvenstvu 1993 je bila v isti disciplini peta. V svetovnem pokalu je tekmovala osem sezon med letoma 1992 in 2000 ter dosegla tri zmage in še pet uvrstitev na stopničke, vse v veleslalomu. V skupnem seštevku svetovnega pokala je bila najvišje na 22. mestu leta 1995, leta 1996 je bila četrta v veleslalomskem seštevku.